# جان أرنولدوس شوتن
كان جان أرنولدوس شوتن (28 أغسطس 1883 - 20 يناير 1971) عالم رياضيات هولندي وأستاذًا في جامعة دلفت للتكنولوجيا. كان مساهمًا مهمًا في تطوير حساب الموتر وحساب ريتشي، وكان أحد مؤسسي "Mathematisch Centrum" في أمستردام.